# The Universe (islas)
The Universe es un complejo de islas artificiales con formas astrales que se construirá en Dubái, Emiratos Árabes Unidos frente a la zona costera de Jumeirah, que abrazará a The World y que se extenderá desde la Palma Jumeirah hasta la Palma Deira. Será un complejo residencial, hotelero y donde se desarrollarán nuevos megaproyectos.

## Proyecto
Este megaproyecto que ha sido desarrollado por la promotoria inmobiliaria Nakheel, y que fue aprobado el pasado 19 de enero de 2008, contará con una extensión de más de 3000 hectáreas y se estima que tardará entre 15 o 20 años en finalizarse.

## Islas
Las islas se encontrarán entre la costa natural de Dubái y las islas artificiales The World, tendrán nombres y formas de planetas, se intentará recrear el sol, la luna y los 8 planetas del sistema solar.